# Sem Limites (álbum de Aline Barros)
Sem Limites é o álbum de estreia da pastora e cantora evangélica brasileira Aline Barros, lançado em 1995 pela gravadora Grape Vine. O disco foi sucesso em todo território brasileiro, e muitas de suas músicas viraram hinos nas igrejas. Devido a aceitação do público às canções do disco, foi relançado em 1999 pela AB Records em CD, com a inclusão de mais duas músicas: a inédita "Tua Palavra" e a regravação de "Consagração/Louvor ao Rei", música que Aline solou no disco Tempo de Adoração da Comunidade Evangélica Vila da Penha, e que a projetou nacionalmente. Ainda inclui faixa interativa. 
Estreando no cenário da música, Aline Barros conseguiu fazer várias participações em grandes programas televisivos como Programa da Xuxa da Rede Globo. Até o ano de 2008, o CD tinha vendido mais de 500.000 cópias. 
Em 2015, foi considerado, por vários historiadores, músicos e jornalistas, como o 40º maior álbum da música cristã brasileira, em uma publicação dirigida pelo portal Super Gospel. Mais tarde, foi eleito pelo mesmo portal o 28º melhor álbum da década de 1990.
| Críticas profissionais | Críticas profissionais |
| Avaliações da crítica  | Avaliações da crítica  |
| Fonte                  | Avaliação              |
| ---------------------- | ---------------------- |
| O Propagador           | [ 5 ]                  |
| Super Gospel           | (favorável)            |

## Lançamento
O álbum foi lançado em LP, CD e K7 em 1995 pela Grape Vine. Em 1999 foi relançado somente em CD com nova capa e a inclusão de duas faixas inéditas.

## Clipes
1. Sem Limites
2. Sou Feliz
3. Para Sempre Te Adorarei

## Faixas
| N.º            | Título                                                          | Compositor(es)                               | Duração |  |
| 1.             | "Sem Limites"                                                   | Marquinhos Gomes                             | 4:03    |  |
| 2.             | "Sou Feliz"                                                     | Ronaldo Barros e Aline Barros                | 3:49    |  |
| 3.             | "Cidade Santa"                                                  | Robert H. Moreton                            | 4:20    |  |
| 4.             | "Quando a Força de Cristo Falar (Picture Perfect)"              | Michael W. Smith / Versão: Nando             | 3:44    |  |
| 5.             | "Família (Faithful Men)"                                        | Twila Paris / Versão: Aline e Ronaldo Barros | 3:33    |  |
| 6.             | "Para Sempre Te Adorarei"                                       | Alda Célia                                   | 4:31    |  |
| 7.             | "Deus do Impossível"                                            | Alda Célia                                   | 3:29    |  |
| 8.             | "Jesus Faz Parte"                                               | Marquinhos Gomes                             | 3:47    |  |
| 9.             | "Jesus Cristo Mudou Meu Viver (Difference You Made In My Life)" | Archie Jordan / Versão: John Sutton          | 4:06    |  |
| 10.            | "Se Clamares"                                                   | Josué Teodoro                                | 3:49    |  |
| 11.            | "Tua Palavra"                                                   | Marcelo Mattos                               | 4:36    |  |
| 12.            | "Consagração / Louvor ao Rei"                                   | Anderson Mattos/Marcelo Mattos               | 6:21    |  |
| Duração total: | Duração total:                                                  | Duração total:                               | 49:39   |  |